# 粗齿香茶菜
粗齿香茶菜（学名：Isodon grosseserratus）为唇形科香茶菜属下的一个种。